# Richard Fraser, Baron Fraser of Kilmorack
Richard Michael Fraser, Baron Fraser of Kilmorack Kt CBE (* 28. Oktober 1915 in Aberdeen; † 1. Juli 1996) war ein britischer Politiker, der zwischen 1964 und 1975 stellvertretender Geschäftsführender Vorsitzender der Conservative Party und ab 1974 Mitglied des House of Lords war.

## Leben
Fraser absolvierte seine Schulausbildung an der Grammar School in Aberdeen und am Fettes College in Edinburgh. Er studierte am King’s College der Universität Cambridge. Studienbegleitend absolvierte er eine Kadettenausbildung und wurde nach Beginn des Zweiten Weltkrieges am 16. Dezember 1939 als Second Lieutenant der Royal Artillery in die British Army übernommen. Am 10. April 1945 wurde er als Member des Order of the British Empire (MBE) ausgezeichnet. Nach Kriegsende schied er im Rang eines Lieutenant-Colonel aus dem Militärdienst aus.
1946 wurde er Mitarbeiter in der Forschungsabteilung der Conservative Party (Conservative Research Department) und war zuletzt zwischen 1959 und 1964 Direktor dieser Abteilung. Während dieser Zeit wurde er für seine politischen Verdienste am 1. Januar 1955 zum Commander des Order of the British Empire (CBE) erhoben und am 16. Februar 1962 als Knight Bachelor geadelt, so dass er fortan das Prädikat „Sir“ führte.
Im Anschluss wurde er 1964 stellvertretender Geschäftsführender Vorsitzender der Conservative Party (Deputy Chair of the Conservative Party) und bekleidete diese Funktion bis 1975. Als solcher vertrat er die damals jeweils amtierenden Geschäftsführenden Parteivorsitzenden John Hare, 1. Viscount Blakenham, Edward du Cann, Anthony Barber, Peter Thomas, Peter Carington, 6. Baron Carrington sowie William Whitelaw.
Zugleich war er zwischen 1964 und 1970 Sekretär des Beratungskomitees des Vorsitzenden der Conservative Party (Conservative Leader’s Consultative Committee) und gehörte in dieser Funktion dem Schattenkabinett der damaligen Parteiführer Alec Douglas-Home und Edward Heath an.
Im Anschluss war er von 1970 bis 1975 stellvertretender Vorsitzender des Politischen Beratungskomitees der konservativen Tories (Conservative Party’s Advisory Committee on Policy) sowie zwischen 1974 und 1975 im Schattenkabinett von Edward Heath erneut Sekretär des Beratungskomitees des Vorsitzenden der Conservative Party.
Am 11. Juni 1974 wurde Fraser als Baron Fraser of Kilmorack, of Rubislaw in the County of the City of Aberdeen, zum Life Peer erhoben und war dadurch bis zu seinem Tod Mitglied des House of Lords.